# Молоштанов Микола Іванович
Микола Іванович Молоштанов (нар. 6 грудня 1908, Литовка — пом. 25 грудня 1994, Київ) — український художник; член Спілки художників України з 1945 року; співзасновник Державного художнього фонду УРСР (1940). Чоловік художниці Ангеліни Голембієвської, батько художниці Тетяни Голембієвської, дід скульптора Миколи Зноби.

## Біографія
Народився 6 грудня 1908 року в селі Литовці (тепер Охтирський район Сумської області, Україна). 1929 року закінчив Харківський художній інститут (викладачі Семен Прохоров, Михайло Шаронов). Впродовж 1931–1933 років працював у ньому асистентом кафедри графіки. Протягом 1932–1941 років створював плакати для харківського видавництва «Мистецтво».
Брав участь у німецько-радянській війні. Нагороджений орденом Вітчизняної війни ІІ ступеня, медаллю «За оборону Сталінграда». Член КПРС з 1954 року.

Могила Миколи Молоштанова, Байкове кладовище

Жив у Києві в будинку на вулиці Герцена № 6, квартира 7. Помер у Києві 25 грудня 1994 року. Похований разом з родиною на Байковому кладовищі (ділянка № 33, 50°25′3.6″ пн. ш. 30°30′3.1″ сх. д. / 50.417667° пн. ш. 30.500861° сх. д.).

## Творчість
Працював в галузі станкового живопису. Писав у реалістичному стилі портрети, пейзажі. Серед робіт:
- серія «Українські пейзажі» (1945—1994);

цикли
- «Дніпро» (1957);
- «Київ» (1958);

живопис
- «Електромолотьба в колгоспі» (1935);
- «Відпочинок» (1936);
- «Збір урожаю» (1939, панно для павільйону УРСР на Всесосоюзній сільськогосподарській виставці у Москві);
- «Жінка» (1940);
- «О. Малошенко» (1945);
- «Герой Соціалістичної Праці М. Братко» (1949);
- «Пароплав „Росія“ у Ялтинському порту» (1957);
- «Весна» (1958);
- «Сонячний день» (1960);
- «На околиці» (1961);
- «Сутінки» (1961);
- «Піонери» (1961);
- «Збір винограду» (1962);
- триптих «Свято врожаю» (1967).

Брав участь в оформленні масових свят і демонстрацій у Харкові та Києві.
Учасник всеукраїнських мистецьких виставок з 1952 року, всесоюзних з 1957 року.